# U16-Europamästerskapet i basket för pojkar
U16-Europamästerskapet i basket för pojkar hade premiär 1971.

## Resultat
| År            | Spelplats                                               | Final                  | Final    | Final       | Match om tredje pris   | Match om tredje pris | Match om tredje pris |
| År            | Spelplats                                               | Guld                   | Resultat | Silver      | Brons                  | Resultat             | Fyra                 |
| ------------- | ------------------------------------------------------- | ---------------------- | -------- | ----------- | ---------------------- | -------------------- | -------------------- |
| 1971 detaljer | Gorizia, Italien                                        | Jugoslavien            | 74–60    | Italien     | Sovjet                 | 56–55                | Spanien              |
| 1973 detaljer | Angri & Summonte, Italien                               | Sovjet                 | 68–57    | Spanien     | Jugoslavien            | 77–74                | Italien              |
| 1975 detaljer | Aten & Thessaloníki                                     | Sovjet                 | 64–61    | Grekland    | Jugoslavien            | 74–72                | Italien              |
| 1977 detaljer | Le Touquet & Berck, Frankrike                           | Turkiet                | 68–66    | Jugoslavien | Sovjet                 | 95–70                | Italien              |
| 1979 detaljer | Damaskus, Syrien                                        | Jugoslavien            | 103–100  | Italien     | Spanien                | 122–82               | Västtyskland         |
| 1981 detaljer | Thessaloníki & Katerini, Grekland                       | Sovjet                 | 72–57    | Italien     | Västtyskland           | 78–64                | Finland              |
| 1983 detaljer | Tübingen & Ludwigsburg, Baden-Württemberg, Västtyskland | Jugoslavien            | 89–86    | Spanien     | Västtyskland           | 72–69                | Grekland             |
| 1985 detaljer | Ruse, Bulgarien                                         | Jugoslavien            | 99–81    | Spanien     | Italien                | 85–81                | Västtyskland         |
| 1987 detaljer | Székesfehérvár & Kaposvár, Ungern                       | Jugoslavien            | 83–77    | Italien     | Sovjet                 | 84–76                | Spanien              |
| 1989 detaljer | Guadalajara, Tarancón & Cuenca)                         | Grekland               | 81–79    | Jugoslavien | Italien                | 63–59                | Turkiet              |
| 1991 detaljer | Kastoria, Komotini & Thessaloníki, Grekland             | Italien                | 106–91   | Grekland    | Spanien                | 87–67                | Turkiet              |
| 1993 detaljer | Trabzon, Giresun & Samsun, Turkiet                      | Grekland               | 76–58    | Spanien     | Ryssland               | 72–62                | Turkiet              |
| 1995 detaljer | Setúbal, Seixal & Almada, Portugal                      | Kroatien               | 75–62    | Spanien     | Grekland               | 73–72                | Makedonien           |
| 1997 detaljer | Pepinster, Kortrijk & Quaregnon, Belgien                | Jugoslavien            | 100–87   | Ryssland    | Israel                 | 65–55                | Frankrike            |
| 1999 detaljer | Polzela, Celje & Laško, Slovenien                       | Jugoslavien            | 59–48    | Grekland    | Turkiet                | 81–63                | Frankrike            |
| 2001 detaljer | Riga, Lettland                                          | Jugoslavien            | 55–43    | Ryssland    | Spanien                | 75–74                | Litauen              |
| 2003 detaljer | Madrid, Spanien                                         | Serbien och Montenegro | 83–68    | Turkiet     | Ryssland               | 92–70                | Spanien              |
| 2004 detaljer | Amaliada, Pyrgos , Grekland                             | Frankrike              | 65–60    | Ryssland    | Turkiet                | 75–69                | Litauen              |
| 2005 detaljer | León, Spanien                                           | Turkiet                | 61–55    | Frankrike   | Spanien                | 70–63                | Litauen              |
| 2006 detaljer | Linares, Andújar & Martos, Spanien                      | Spanien                | 110–106  | Ryssland    | Serbien och Montenegro | 85–69                | Kroatien             |
| 2007 detaljer | Ierapetra, Rethymno & Heraklion, Grekland               | Serbien                | 56–55    | Spanien     | Litauen                | 65–55                | Turkiet              |
| 2008 detaljer | Chieti, Italien                                         | Litauen                | 75–33    | Tjeckien    | Turkiet                | 77–65                | Frankrike            |
| 2009 detaljer | Kaunas, Litauen                                         | Spanien                | 70–64    | Litauen     | Serbien                | 75–69                | Polen                |
| 2010 detaljer | Bar, Montenegro                                         | Kroatien               | 80–52    | Litauen     | Turkiet                | 75–64                | Spanien              |
| 2011 detaljer | Pardubice, Hradec Králové , Tjeckien                    | Kroatien               | 67–57    | Tjeckien    | Spanien                | 61–53                | Frankrike            |
| 2012 detaljer | Panevėžys, Vilnius, Litauen & Ventspils, Lettland       | Turkiet                | 66–61    | Frankrike   | Serbien                | 83–69                | Italien              |
| 2013 detaljer | Kiev, Ukraina                                           | Spanien                | 65–63    | Serbien     | Grekland               | 78–50                | Italien              |